# Holy Water (Bad Company)
Holy Water è il nono album del 1990 del gruppo musicale Bad Company.

## Tracce
1. Holy Water
2. Walk Through Fire
3. Stranger Stranger
4. If You Needed Somebody
5. Fearless
6. Lay Your Love on Me
7. Boys Cry Tough
8. With You in a Heartbeat
9. I Don't Care
10. Never Too Late
11. Dead of the Night
12. I Can't Live Without You
13. 100 Miles